# Carol Ann Peters
Pour les articles homonymes, voir Peters.
Carol Ann Peters, née à Buffalo (État de New York) le 12 juin 1932 et morte à Bethesda (Maryland) le 16 mai 2022, est une patineuse artistique américaine.

## Biographie

### Carrière sportive
Elle est double médaillée de bronze en danse sur glace avec Daniel Ryan aux Championnats du monde en 1952 et en 1953. Le duo est aussi médaillé d'or aux Championnats d'Amérique du Nord en 1953 et médaillé d'argent dans cette compétition en 1951, ainsi que champions des États-Unis en 1953.

## Palmarès
Avec son partenaire Daniel Ryan
| Compétitions principales        | 1951 | 1952 | 1953 |  |  |  |  |  |  |  |  |  |  |  |
| Championnats du monde           |      | 3e   | 3e   |  |  |  |  |  |  |  |  |  |  |  |
| Championnats d'Amérique du Nord | 2e   |      | 1re  |  |  |  |  |  |  |  |  |  |  |  |
| Championnats des États-Unis     | 3e   | 2e   | 1re  |  |  |  |  |  |  |  |  |  |  |  |
|                                 |      |      |      |  |  |  |  |  |  |  |  |  |  |  |